# Metoda Czochralskiego

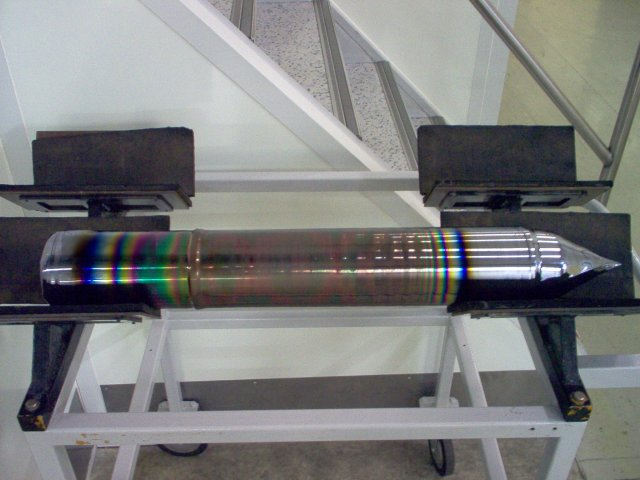
Monokryształ krzemu otrzymany metodą Czochralskiego

Metoda Czochralskiego, proces Czochralskiego – technika otrzymywania monokryształów opracowana w 1916 roku przez polskiego chemika Jana Czochralskiego. Jest ona najstarszą i jedną z najpowszechniej stosowanych na świecie metod wytwarzania monokryształów półmetali (zwłaszcza krzemu do produkcji półprzewodników), metali i ich stopów.

## Opis metody

Zasada metody Czochralskiego

Otrzymywanie monokryształu polega na włożeniu do roztopionego materiału zarodka krystalicznego i następnie powolnym i stopniowym wyciąganiu go z roztopu, w sposób zapewniający kontrolowaną i stabilną krystalizację na jego powierzchni. Dodatkowo, jeśli wymagają tego warunki przebiegu krystalizacji, zarodek oraz tygiel mogą zostać wprawione w ruch obrotowy (celem poprawy warunków transportu masy i wymiany ciepła). 
W rezultacie otrzymuje się cylindryczny monokryształ o orientacji krystalograficznej zarodka. Wymiary (średnica i długość) oraz kształt hodowanego kryształu kontrolowane są prędkością przesuwu i prędkością obrotową zarodka, ograniczone są jednak parametrami układu zastosowanego do hodowli.
W metodzie Czochralskiego najczęściej stosuje się piece indukcyjne. W zależności od krystalizowanego materiału do topienia stosuje się tygle wykonane z kwarcu, grafitu, azotku boru lub innego materiału żaroodpornego niewchodzącego w reakcję z krystalizowaną substancją. W celu zapewnienia czystości i zapobieżenia utlenieniu proces prowadzi się w próżni albo atmosferze gazu obojętnego.